# Serguéi Legat
Serguéi Gustávovich Legat (en ruso: Серге́й Густа́вович Лега́т; Moscú, 27 de septiembre de 1875 - San Petersburgo, 1 de noviembre de 1905) fue un bailarín y maestro de ballet ruso.

## Biografía
Nació el 27 de septiembre de 1875 en Moscú. Fue el hermano menor de Nikolái Legat, estudió en la escuela de ballet imperial con Pável Gerdt, Christian Johansson, Lev Ivánov y su hermano, graduándose en 1894. Se unió al Teatro Mariinski en 1894 y rápidamente fue nombrado primer danseur. También fue maestro en la escuela del Teatro, siendo Vaslav Nijinsky uno de sus alumnos. También trabajó como remontador y ensayador en Mariinski.
Legat originó el papel dual del Cascanueces/Príncipe en el famoso ballet El cascanueces de Chaikovski. Se casó con Marie Petipa (1857-1930). Muchas de las variaciones masculinas que componen el repertorio del ballet clásico tradicional fueron creadas especialmente para él a principios del siglo XX.

## Muerte
En 1905, los bailarines del Teatro Imperial se declararon en huelga contra el director, el coronel Vladímir Telyakovski, exigiendo la restauración de Petipa como maestro de ballet, ya que había sido obligado a retirarse. Los hermanos Legat estuvieron entre los que participaron en la huelga. Serguéi tenía una enfermedad mental hereditaria y el impacto de la huelga lo conmocionó, se suicidó cortándose la garganta con una navaja. Serguéi Legat murió el 1 de noviembre de 1905, a la edad de 30 años. Está enterrado en la tumba de la familia Legat en el cementerio luterano Smolénskoe de San Petersburgo.